# Ladern-sur-Lauquet
Ladern-sur-Lauquet è un comune francese di 269 abitanti situato nel dipartimento dell'Aude nella regione dell'Occitania.

## Monumenti e luoghi d'interesse
- Abbazia di Santa Maria di Rieunette

## Società

### Evoluzione demografica
Abitanti censiti